# Manifestations de 2019-2021 au Chili
Des manifestations chiliennes en 2019 ont lieu du 7 octobre 2019 à octobre 2021 en réaction à des mesures d’augmentation des prix de services publics. Bien que relativement faibles, ces augmentations déclenchent l'expression d'un profond ressentiment de la population étant données les importantes inégalités sociales que connaît le pays. Au printemps 2020, la pandémie de Covid-19 met en pause les manifestations.
Les manifestations conduisent la classe politique chilienne à s'accorder sur l'organisation le 25 octobre 2020 d'un référendum sur un changement de constitution ainsi que sur la convocation d'une assemblée constituante chargée de sa rédaction.

## Contexte

### Chilien
Sous le régime du général Pinochet, le Chili s'est orienté vers un système économique néolibéral, conduisant à de multiples privatisations et à une forte libéralisation de l’économie. Les faibles impôts sur les bénéfices des sociétés et taxes à l’exportation ont permis l’arrivée massive de capitaux étrangers. Le pays connaît depuis les années 1990 une croissance économique soutenue mais au prix de très fortes inégalités sociales.
Ainsi, les 1 % les plus riches de la population amassent chaque année entre un quart et un tiers des revenus, et les 10 % les plus riches en ont récupéré plus de la moitié. Le salaire médian s'élève à 550 $/mois et les pensions de retraite à 286 $/mois, ce qui est insuffisant pour faire face au prix de la vie, contraignant les classes moyennes à s'endetter continuellement. Une partie des Chiliens jugent ces inégalités d'autant plus injustifiées que les riches ont pour la plupart acquis leur fortune à travers l'héritage.
Deux systèmes de santé coexistent depuis 1981 : les instituts de santé prévisionnels (privés), auxquels 18 % des Chiliens peuvent accéder (outre leurs coûts, les mutuelles privées peuvent discriminer et refuser des patients en raison de leur âge, de leur sexe, ou parce qu'ils ont des maladies chroniques), et l'institution publique Fonasa, dont 70 % des Chiliens dépendent. Plus de 500 000 personnes ne disposent d'aucune couverture médicale. Moins de 25 % du système d'éducation chilien est financé par l'État, les 75 % restant provenant ds frais d'inscription. Il n’existe au Chili aucun établissement universitaire public gratuit. Les études universitaires nécessitent généralement un fort niveau d’endettement. Dans un pays où le salaire minimum représente l'équivalent de moins de 300 euros, les étudiants payent entre 250 et 600 euros par mois pour suivre un cursus universitaire. En conséquence, 65 % des étudiants pauvres interrompent leurs études pour des raisons financières. Le système éducatif chilien contribue ainsi à la reproduction des inégalités.
Les partisans du système économique chilien soulignent que les reformes libérales ont permis au pays d'avoir l'une des meilleures croissances économiques parmi les pays de l’Amérique latine et a réduit la pauvreté. Les causes des contestations seraient liées au mécontentement vis-à-vis d'un service public inadapté,.
L'augmentation du prix des tickets de métro est l’élément déclencheur des manifestations. Les bus, trains et notamment le métro de Santiago ont vu leurs tarifs augmenter de $30 pesos chiliens pour les billets en heure de pointe depuis le 6 octobre 2019, selon un décret du « Panel de Expertos » (l'organisme qui détermine les tarifs des transports en commun pour la province de Santiago et les communes de San Bernardo et Puente Alto) annoncé au début du même mois. Ce fut la deuxième modification au tarif dans l'année, après une augmentation des prix en janvier 2019,. Bien que ces augmentations ne dépassent pas 4%, le tarif du système de transports en commun de Santiago était déjà l'un des plus élevés de la région, ayant presque doublé de son tarif initial à 12 ans de son inauguration ($380 CLP en 2007). En moyenne, le coût mensuel par personne est de 13,8 % du salaire minimum, bien supérieur à celui d'autres villes comme Buenos Aires, Mexico ou Lima, où il ne dépasse pas 10 %.

### Étranger
Les manifestations chiliennes se produisent dans un contexte plus général d’essor des manifestations d'ampleur à l'échelle internationale depuis la fin de l’année 2018.
En Amérique latine, elles ont lieu deux mois après une contestation féministe au Mexique et sensiblement en même temps que des manifestations en Équateur (en réaction à des mesures d'austérité), en Bolivie (à la suite de la réélection contestée d’Evo Morales), au Honduras (contre les liens entre le narcotrafic et le gouvernement) et qu’un mouvement de moindre ampleur en Argentine (contre la politique économique et sociale du gouvernement). Au-delà du continent américain, des manifestations se déroulent en Catalogne, au Liban, en Irak, à Hong Kong, en Algérie, en Indonésie, alors qu'une révolution a fait chuter le régime du Soudan en avril 2019. Des manifestations relativement modestes mais inattendues ont également eu lieu à Moscou et au Caire. Le mouvement des Gilets jaunes a secoué plusieurs pays fin 2018 et début 2019, principalement la France.
Bien qu’ayant des revendications différentes, ces manifestations ont en commun de démarrer sur des épiphénomènes (la hausse du prix du ticket de métro au Chili, ou du prix de l'essence en France ou en Équateur), pour aboutir à des dénonciations plus larges des inégalités socio-économiques.

## Déroulement

### Premières manifestations à Santiago
Le mécontentement des utilisateurs est presque immédiat, particulièrement des étudiants de l’Instituto Nacional qui s’organisent dans des « evasiones masivas » (fraudes dans le métro sautant par-dessus les tourniquets) pendant 5 jours, depuis le 7 octobre à la station Universidad de Chile. Les autorités du métro réagissent avec des fermetures partielles et des accès contrôlés par les forces de l'ordre.
Les « evasiones masivas » ont continué au cours de la semaine suivante. Le 14 octobre, la ligne 5 ferma les stations de Cumming, Quinta Normal et Irarrázaval à la suite des mouvements de protestation. Puis, le 16 octobre, ce fut le tour de Santa Ana et Plaza de Armas. Le 17, des « evasiones » ont eu lieu sur les lignes 1, 2, 3, et 5, provoquant des confrontations plus fortes avec les forces de l'ordre et la fermeture de plusieurs stations.

### Mouvement national et répercussions
Un large mouvement de blocage du métro, ainsi que des revendications liées à la criminalité, à la corruption, à la santé ou à l'éducation ont paralysé le pays.
Le pays est déclaré en état d’urgence depuis le 19 octobre 2019. L'armée est déployée dans les rues de plusieurs villes et un couvre-feu est décrété dans 10 villes du pays, dont la capitale.
Le 22 octobre, lors d'une manifestation à San Pedro de la Paz (dans la province de Concepción), un homme et un enfant de 4 ans sont morts renversés par un conducteur non identifié.

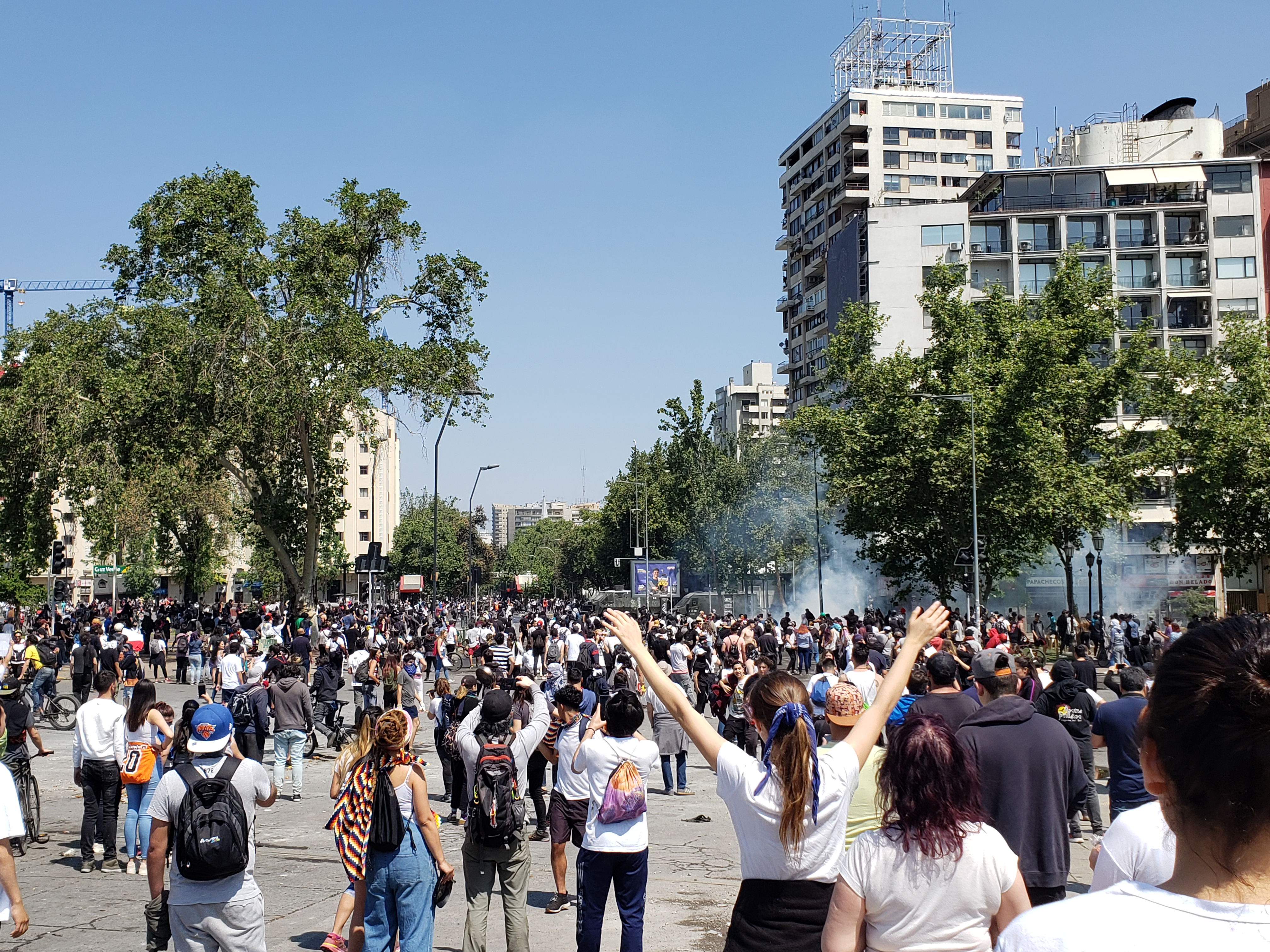
Carabiniers dispersant des manifestants sur la Plaza Italia, à Santiago.

Des manifestations gigantesques ont lieu le 25 octobre dans les grandes villes du Chili contre les inégalités économiques et pour la démission du président Piñera : dans la seule Santiago, de 820 000 manifestants, selon les autorités, à plus d'un million, selon les manifestants eux-mêmes, et environ deux millions dans tout le pays, sur une population chilienne totale de presque 18 millions d'habitants, se rassemblent en ce qui sera surnommé comme La marcha más grande de Chile (« La plus grande manifestation au Chili »). Le même jour, des manifestations ont eu lieu à Rancagua, Coquimbo, Concepción, Arica, Punta Arenas, Iquique, entre autres. Le 27 octobre, plus de 100 000 personnes marchent de Viña del Mar à Valparaiso.
Le 28 octobre, l'état d'urgence est levé et un tiers du gouvernement est remanié : sont notamment remplacés, pour tenter de satisfaire les manifestants, le ministre de l'Intérieur et celui de l'Économie et des Finances. Malgré ces mesures, un rassemblement pacifique de plusieurs milliers de personnes se tient sur la Plaza Italia, devenue l'épicentre de la contestation, tandis que des affrontements ont lieu entre des manifestants plus violents et la police à côté du palais présidentiel de la Moneda (Santiago) et du Parlement (Valparaíso). Le 29 octobre, les mineurs de la mine d'Escondida, la plus importante mine de cuivre au monde, déclenchent une grève de 24 heures en soutien au mouvement.
Le 4 novembre, un séisme de magnitude 6 secoue le centre du Chili, provoquant une brève panique chez les manifestants,. Certains d’entre eux tentent de se diriger vers le palais présidentiel, ce qui provoque des heurts avec la police, au cours desquels une policière est blessée. Le même jour, le président Piñera s'exprime : malgré d’importantes manifestations quotidiennes et sa cote de popularité la plus basse dans les sondages depuis le retour à la démocratie en 1990, il exclut de démissionner. Il se dit toutefois ouvert aux négociations, y compris pour une éventuelle modification de la Constitution,. Il annonce également des aides financières et un assouplissement des impôts pour les 6 800 entreprises touchées par des destructions, des pillages ou des incendies.
Deux lycéennes sont blessées le 5 novembre par des tirs de plomb de chasse commis par des policiers. L'un d'eux est arrêté et doit être traduit en justice.
Le 6 novembre, les manifestations commencent à s'étendre aux quartiers aisés de Santiago. La police bloque les manifestants au niveau du quartier de Providencia, entrée du secteur financier et des zones les plus aisées de la capitale chilienne, ce qui entraîne des heurts. Un rassemblement beaucoup plus calme a également lieu sur la Plaza Italia. Une caserne de police de Renca, un quartier populaire du nord de Santiago, est attaquée par une vingtaine de personnes, ce qui blesse cinq policiers. Des routes sont aussi bloquées par des automobilistes.

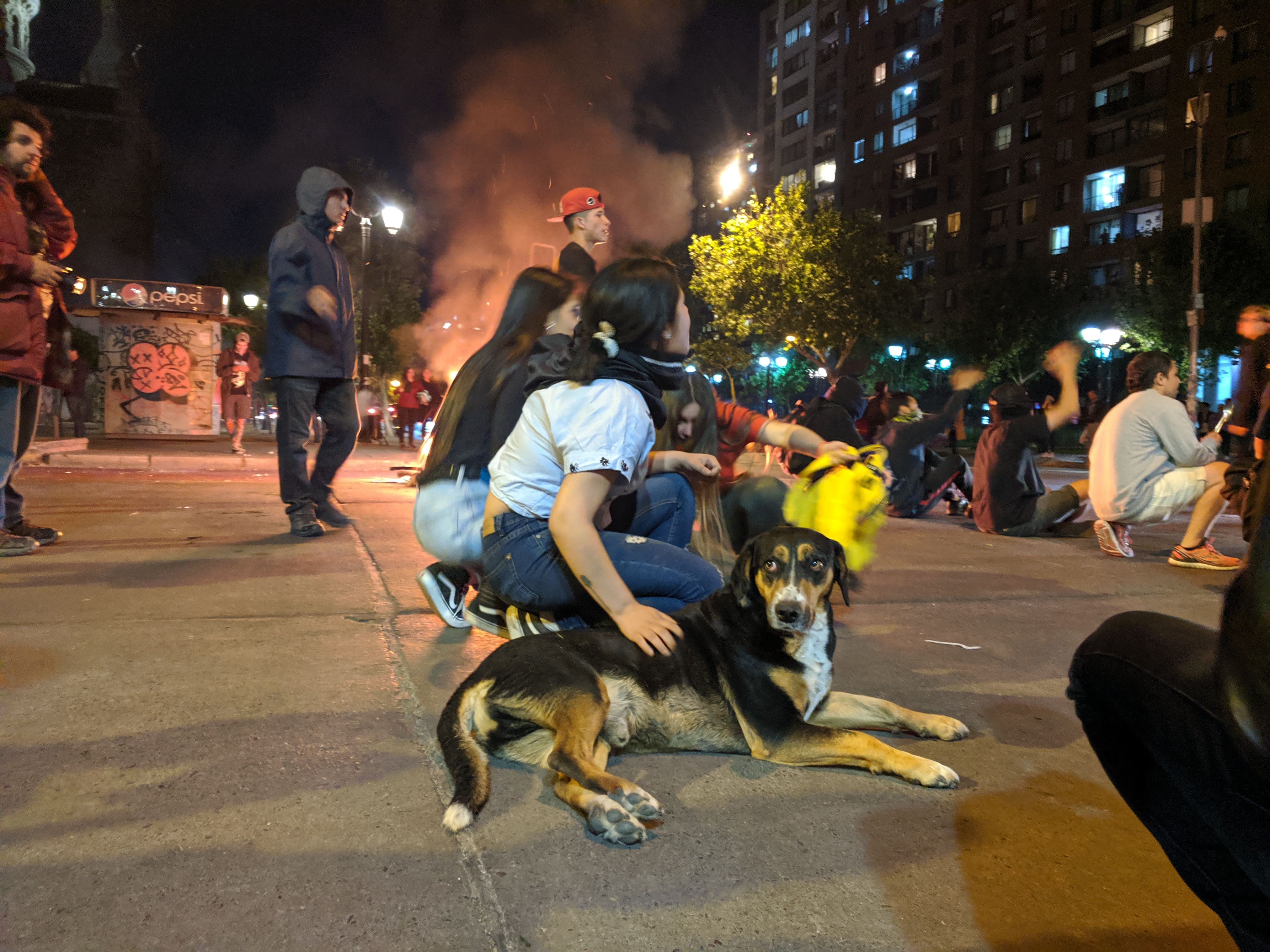
Barricades sur l'avenue San Diego, à Santiago.

À Santiago, le 8 novembre, 75 000 personnes manifestent sur la Plaza Italia, renommée par les manifestants Plaza de la Dignidad (« Place de la Dignité »). Ailleurs dans la capitale, le rectorat de l'université privée Pedro de Valdivia est incendié par des émeutiers cagoulés, qui vont ensuite récupérer le mobilier de l'église Parroquia de La Asunción pour construire des barricades auxquelles ils mettent le feu, au cours de heurts contre la police anti-émeutes. Dans la nuit, des groupes de manifestants bloquent des rues dans les quartiers centraux de Providencia et de Las Condes, construisent des barricades avec des détritus et du mobilier urbain, puis les incendient en criant des slogans contre le gouvernement. Policiers et manifestants confondus, 400 personnes sont arrêtées et 100 sont blessées à Santiago. Des manifestations ont lieu dans plusieurs autres villes du Chili : elle se passent sans heurts, à l'exception de la ville de Viña del Mar, où éclatent des affrontements sur des barricades entre des manifestants et des policiers.
Des manifestations moins importantes et plus calmes ont lieu à Santiago le 9 novembre. Dans le quartier chic de Las Condes, des familles défilent sous des drapeaux chiliens et mapuche — principale minorité autochtone du pays — en criant le slogan de la protestation sociale, « Chile despertó » (« Le Chili s’est réveillé »). Une manifestation de protestation, qui a lieu dans le quartier de Providencia après qu'un jeune manifestant a été gravement blessé aux yeux, est réprimée par la police avec des gaz lacrymogènes. Une manifestation de motards se tient également devant le palais présidentiel de la Moneda.
Le 10 novembre, Sebastián Piñera annonce une modification de la Constitution, souhaitant ainsi satisfaire l'une des principales revendications des contestataires. Le même jour, des hackeurs mettent en ligne les données personnelles et professionnelles de 29 000 carabineros. Le gouvernement exclut cependant la convocation d'une assemblée constituante, comme réclamé par les manifestants.
Malgré la modification de la Constitution annoncée, les manifestations continuent, entre autres parce que Piñera refuse la convocation d'une assemblée constituante, une revendication de 14 partis d'opposition, et parce que les syndicats exigent des réformes comme une hausse du budget de la santé et une augmentation du salaire minimum. Les manifestants continuent de demander d'autres réformes, notamment sur la santé, l'éducation, et l'exploitation des ressources naturelles, estimant que les propositions de Piñera sont insuffisantes. Le 13 novembre, des manifestations ont lieu dans tout le pays, avec 80 000 manifestants pour Santiago seule. Unidad Social, un groupe de 115 associations syndicales, étudiantes, féministes, environnementales et corporations, représentant entre autres la construction, les ports, les banques, les commerces, les mines et la fonction publique appellent à une grève générale, dont la puissante Centrale unitaire des travailleurs. La grève est extrêmement suivie dans les milieux portuaires : 25 des 27 ports ne travaillent pas, le transport maritime privé est paralysé à 60% et le transport maritime public à 90%, alors que 85% du PIB du Chili est lié aux exportations portuaires. Des assemblées de quartiers, organisées spontanément par les habitants, ou parfois par des organisations ou des syndicats, se mettent en place, et réunissent 15 000 participants dans le pays.

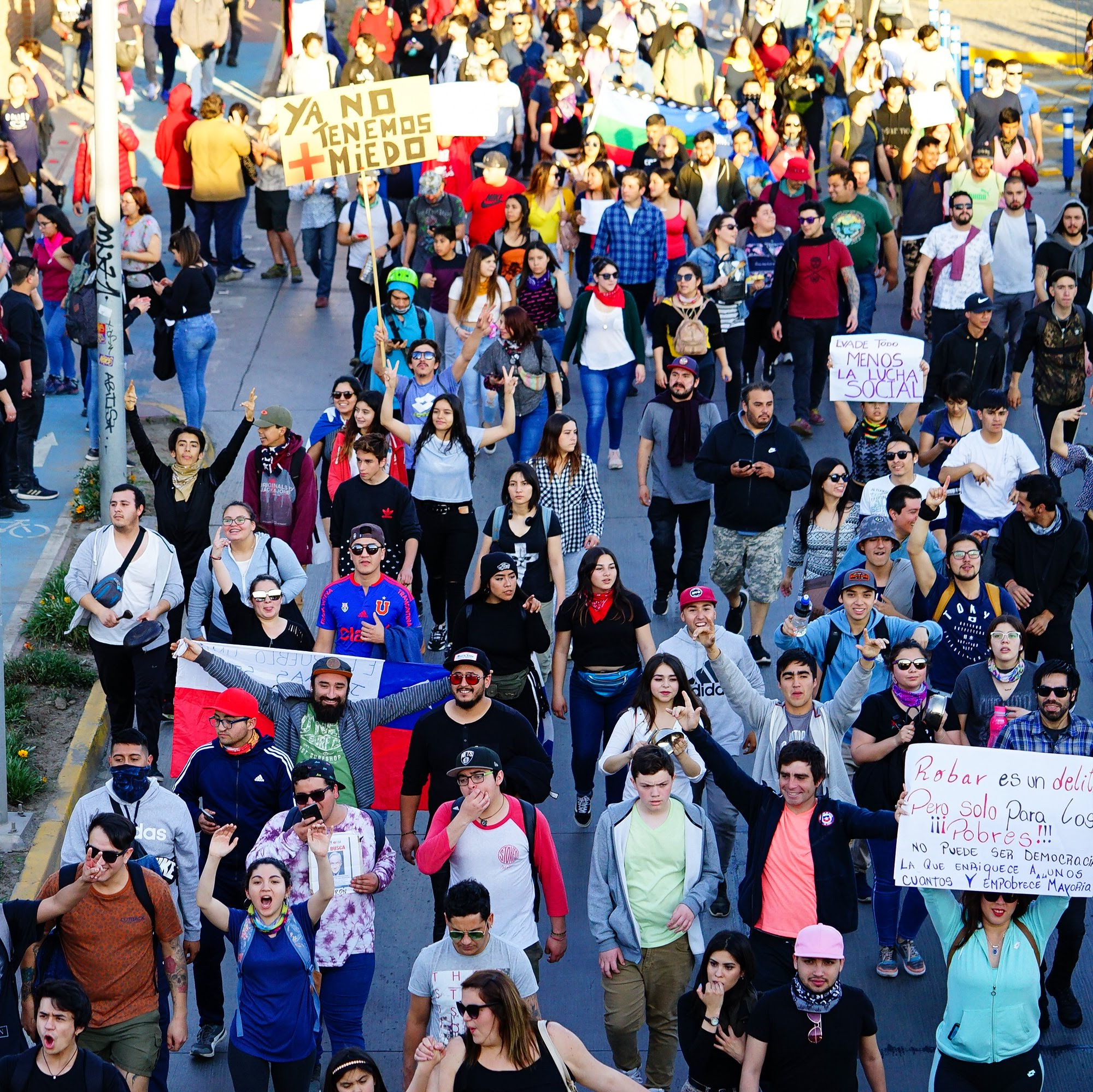
Manifestations à Rancagua.

Les joueurs de la sélection masculine de football annoncent leur intention de ne pas disputer le match amical avec l'équipe du Pérou prévu pour le 19 novembre, par respect pour les événements que traverse le Chili. À Santiago, des barricades sont montées et des heurts éclatent avec les policiers à plusieurs points de la ville, le mobilier d'un restaurant et d'un hôtel sont volés pour être brûlés, et une église est partiellement incendiée. L'ambassade d'Argentine au Chili y est aussi attaquée. À Concepción, les manifestants incendient le siège du gouvernement régional. Des pillages de magasins ont lieu à Viña del Mar et à Valaparaiso. Après ces débordements, Piñera annonce qu'il rappelle des policiers retraités pour appuyer les forces de l'ordre.
Le 14 novembre, des manifestations ont lieu dans plusieurs villes pour commémorer la mort de Camilo Catrillanca, un autochtone mapuche tué en Araucanie par la police d'une balle dans la nuque. Son père, Marcelo Catrillanca, avait appelé à cette manifestation. Il désirait des démonstrations pacifiques « pour que l'esprit de [s]on fils puisse reposer en paix et que les forces de police n'aillent pas trop loin ». À Santiago, plusieurs milliers de participants brandissant des drapeaux mapuches se rendent sur la Plaza Italia, où ils installent une guñelve géante, l'étoile symbolique des Mapuches, et où ils placardent des affiches du visage de Camilo Catrillanca. Des affrontements ont lieu à Valparaiso (centre) et à Temuco (sud), capitale de l'Araucanie où vivent la majorité des mapuches. À Concepción, des dizaines de manifestants renversent une statue de Pedro de Valdivia, un conquistador qui avait combattu les Mapuches.
Le 15 novembre, après plusieurs heures de négociations entre la coalition gouvernementale et les partis d'opposition au Parlement, les deux parties finissent par signer un « accord pour la paix et la nouvelle Constitution. Le président du Sénat, Jaime Quintana (membre du Parti pour la démocratie - opposition de centre gauche), annonce qu'un référendum sur la réforme de la Constitution aura lieu en avril 2020. Il semblerait que ce soit l'impact de la grève générale sur les exportations du Chili, et donc sur son économie, qui ait forcé les partis politiques à trouver un accord.
Le président Sebastián Piñera reconnaît le 17 novembre, au cours d'une allocution télévisée, qu'« il y a eu un recours excessif à la force, [que] des abus ou des délits ont été commis et [que] les droits de tous n’ont pas été respectés ».
Le 21 novembre, de nouvelles manifestations ont lieu dans le pays, pour protester contre l'usage de la torture par les policiers contre les manifestants. Plusieurs connaissent de nombreux incidents violents. A Santiago, des affrontements entre des manifestants et la police - qui fait usage de gaz lacrymogène et de camions lanceurs d'eau - ont lieu sur la Plaza Italia, tandis que des boutiques sont pillées et incendiées dans un centre commercial. Des pillages de commerces ont aussi lieu à Quilicura - où des boutiques d'un centre commercial sont incendiées - à Valparaiso et à Concepción, à Viña del Mar et à Arica. A Antofagasta, un automobiliste renverse un groupe de manifestants, sans causer de mort, prend la fuite, puis se rend à la police quelques heures plus tard. A Arica, une camionnette percute une barricade qui reliait la ville au reste du pays, blessant plusieurs manifestants dont un grièvement, et dont un adolescent de 13 ans qui mourra de ses blessures le lendemain ; le conducteur est arrêté. Dans la nuit, des attaques contre des commerces, un poste de police et une station-service ont lieu dans plusieurs quartiers périphériques de Santiago. En tout, le bilan du 21 novembre compte 1 mort, 128 blessés et 767 arrestations. De plus, le corps de la journaliste Albertina Martinez Burgos est découvert à son domicile, poignardée à mort, et son appareil photo et son ordinateur manquants ; le mouvement féministe Ni Una Menos écrit sur Instagram que la jeune femme a été assassinée car elle avait « documenté la violence contre les femmes journalistes », même si elle ne couvrait pas activement les manifestations car elle craignait justement pour son intégrité. Commentant le lendemain les événements du 21 novembre, le ministre de l'Intérieur Gonzalo Blumel déclare « Je souhaite lancer un appel profond et sincère à toutes les forces politiques pour qu'elles appellent à la paix. [Parvenir à rétablir le calme] est la mission la plus importante que nous ayons aujourd'hui en tant que pays ». la porte-parole de l'exécutif, Karla Rubilar, pointe la responsabilité de « clubs de supporters d'équipes de football liés au trafic de drogue et à la délinquance la plus dure » dans les incidents de cette journée.
Le 22 novembre, de nouvelles manifestations ont lieu, pour protester contre la répression et les accords signés par le gouvernement qui sont jugés mensongers par les manifestants. A Santiago, plusieurs milliers de personnes manifestent sur la Plaza Italia. Dans la soirée, des supporters du club de football Colo Colo envahissent le stade de la Florida et interrompent un match entre l'Union La Calera et le Deportes Iquique pour soutenir les manifestations, avant d'être expulsés par la police à coup de gaz lacrymogène. À la suite de cet événement, plusieurs joueurs d'équipes de première division annoncent qu'ils ne joueront pas ce week-end.
Le 23 novembre, des manifestations ont lieu dans tout le pays, dont plusieurs connaissent aussi des incidents violents. A Santiago, un rassemblement a lieu sur la Plaza Italia, suivi de saccages de commerces, de supermarchés et de bureaux, tandis que deux centres commerciaux et un centre culturel sont incendiés par des émeutiers. Sept commissariats sont attaqués dans le pays, à Santiago, à La Calera, à Bulnes, et à Los Ángeles. A Maipu, dans la banlieue de Santiago, la manifestation dégénère en violences qui durent toute la nuit ; un groupe en profite pour braquer une banque, et repart avec environ 150 000 000 de pesos chiliens, 16 000 dollars américains et 3 800 euros. En tout, à travers le pays, 127 personnes sont blessées et environ 300 sont arrêtées.
Le 24 novembre, une trentaine de personnes se réunissent dans le parc O'Higgins, à Santiago, afin d'y tenir une assemblée constituante fictive. Elle leur sert à s'entraîner dans le cas où le référendum d'avril 2020 décide de l'écriture d'une nouvelle Constitution déterminée par une assemblée constituante.
Le 26 novembre, des milliers de personnes manifestent à Santiago pour le droit des femmes,. Un photographe chilien de renom, Claudio Pérez, est agressé par la police en marge de cette manifestation. Un hôpital indique qu'un de ses patients, l'universitaire Gustavo Gatica, a perdu définitivement la vue, après avoir été blessé aux yeux par la police le 8 novembre, ce qui en fait le premier manifestant à perdre totalement la vue. Le même jour, une femme de 36 ans, Fabiola Campillay, perdra également la vue après avoir été touchée au visage par une grenade lacrymogène lancée par la police.
Le 27 novembre, des dizaines de voitures et de camions forment un rassemblement à Santiago pour protester contre le prix des péages. Des dizaines de manifestants se rendent au centre commercial Parque Arauco, l'un des plus grands de Santiago, où quelques incidents éclatent avec les vigiles. Certains manifestants activent les extincteurs du centre pour le plonger dans le brouillard.
Le 2 décembre, le gouvernement annonce plusieurs mesures sociales, économiques et sécuritaires, souvent sous forme d'allocations (lire les détails ci-dessous). Cependant, puisqu'il refuse de réformer le système des retraites, et qu'il ne fait pas d'annonce relative à une amélioration des systèmes de santé et d'éducation, qui font partie des principales revendications des manifestants, plusieurs de ceux-ci annoncent leur intention de continuer les manifestations.

## Revendications
Au début, les manifestations réclament la non-augmentation du prix du ticket de métro, qui est accordée. Mais ensuite, les manifestants réclament la démission du président Piñera à cause de la répression violente présente dès le début du mouvement, et l'adoption d'une nouvelle Constitution,,, ainsi qu'une réforme du système des retraites et une déprivatisation de l’accès à l’eau (le Chili est le seul pays à imposer un droit de propriété sur l’eau), tous les trois étant hérités de la dictature militaire d'Augusto Pinochet,. De manière plus générale, ils demandent des réformes profondes du système économique chilien.
14 partis d'opposition demandent la convocation d'une assemblée constituante. Plusieurs syndicats demandent une augmentation du budget de la santé et une hausse du salaire minimum.

## Bilan humain

### Morts et blessés
Selon le sous-secrétaire d’État du Chili, au 23 octobre, 18 personnes sont mortes pendant les contestations. Au 6 novembre, après le décès d'un homme à la suite de son « passage à tabac » par des policiers, ce chiffre était de 23 morts, et plus de 2 000 personnes étaient blessées (1 659 manifestants et 800 policiers). Au 21 novembre, Amnesty International dénombrait 2 300 blessés dont 1 400 par armes à feu. La police dit recenser 1 600 blessés dans ses rangs. Au 25 novembre, le bilan était de 26 morts.
Les données de l'Instituto Nacional de los Derechos Humanos (« Institut national des droits de l'homme » ou INDH) détaillent en plus le nombre d'arrestations et de blessés : 
| Bilan humain des manifestations chiliennes de 2019, | Bilan humain des manifestations chiliennes de 2019, |
| Morts                                               | 26                                                  |
| --------------------------------------------------- | --------------------------------------------------- |
| Par les forces de l'ordre                           | 5 (au moins)                                        |
| Enfants                                             | 1                                                   |
| Arrestations                                        | 5 012                                               |
| Femmes                                              | 786                                                 |
| Hommes                                              | 3 524                                               |
| Enfants et adolescents                              | 549                                                 |
| Blessés                                             | 2 459                                               |
| Par arme à feu                                      | 1 400                                               |
| Blessures oculaires                                 | 285                                                 |

### Blessures oculaires
Le nombre de blessures oculaires causées durant les manifestations au Chili établissent au 9 novembre le « record mondial », selon le Collège des Médecins du Chili, date à laquelle 220 personnes souffrent de lésions oculaires graves, souvent causées par des tirs de chevrotines de plomb par la police.
Des données de l'Université du Chili, de la Société chilienne d'ophtalmologie, de BMJ et des carabiniers, recoupées par l'AFP, indiquent qu'entre le 19 octobre 2019 et le 18 novembre 2019, 285 personnes sont blessées aux yeux par les tirs de chevrotine, dont 48% connaissent une baisse sévère de la vision. Par comparaison, 261 personnes ont souffert des mêmes lésions dans le monde entier entre 1990 et 2017.
Devant les controverses soulevées par ce bilan, le 19 novembre, la police chilienne décide de suspendre l'utilisation des tirs de chevrotine, dont le projectiles sont non-létaux mais très durs, qui ont causé plus de 200 blessures oculaires, et qu'elles ne restent autorisées que « comme mesure extrême et exclusivement pour la légitime défense lorsqu'il existe un danger imminent de mort ».

### Rapport de l'IHDN
L'IHDN (l'Institut national de droits humains) affirme avoir recensé 405 blessures oculaires (33 éborgnements), 842 cas de violences en détention, 191 cas de violences sexuelles et 45 de tortures.

## Droits de l'homme
En dix-neuf jours, l’Institut national des droits de l’homme (INDH), un organisme public indépendant, fait état de plus de 145 plaintes devant les tribunaux pour tortures et traitements inhumains et dégradants de la part des forces de l’ordre, soit presque autant qu’en ses neuf années d’existence. Pour Nancy Yañez, directrice du centre des droits de l’homme de l’université du Chili, à Santiago, « le caractère massif de ces violations des droits de l’homme, en à peine trois semaines, montre la gravité de cette situation sans précédent depuis le début de la transition vers la démocratie » en 1990. De plus, selon Yañez, l'instauration de l'état d'urgence, et la désignation des autochtones Mapuches comme des terroristes et des manifestants comme des ennemis intérieurs par le président Piñera auraient donné à l'armée et à la police chilienne un sentiment de protection de leurs actions les ayant poussé à violer les droits de l'homme, et à tirer sur les manifestants avec des balles en plastique et des billes en plomb.
La justice chilienne annonce le 6 novembre 2019 l'ouverture d'enquête contre 14 policiers accusés de tortures contre deux personnes, dont un mineur,.
Au 7 novembre 2019, l'INDH a entrepris 181 actions judiciaires pour homicide, tortures, violences sexuelles possiblement commises par des membres des forces de l'ordre,.
Au 15 novembre, le Bureau du défenseur des droits de l'enfant avait reçu 327 signalements de violations de droits d'enfants et d'adolescents liés aux manifestations. Sa directrice, Patricia Munoz, pointe la responsabilité de la police, et a annoncé que son institution porterait plainte pour les cas où ce n'avait pas encore été fait.
À la mi-novembre, plus de 12 000 blessés ont été admis aux urgences des hôpitaux, dont environ 2 000 ont été touchés par arme à feu et 350 présentent des lésions oculaires graves. Des milliers de cas de mauvais traitements dans les commissariats et des centaines de plaintes pour des faits de violences sexuelles commises par des membres des forces de l'ordre sont présentés devant les tribunaux.
Au 21 novembre, l'Institut national des droits humains avait déposé 384 plaintes pour des violations des droits humains commises par les forces de l'ordre contre les manifestants. Le même jour, Amnesty International publie un rapport, basé sur l'analyse de 130 documents audiovisuels, qui dénonce « la répression extrêmement violente », « inédite » depuis la dictature de Pinochet, et qui accuse le gouvernement chilien et les chaînes de commandement de l'Armée et de la police de chercher à blesser volontairement les manifestants, notamment en utilisant des armes à feu à balles réelles, malgré des lois internationales qui interdisent de les utiliser pour disperser les manifestations. Le rapport dénonce spécifiquement la blessure de Jorge Ortiz, fonctionnaire travaillant pour l'Institut national des droits de l'homme, car un policier lui a tiré dessus à la chevrotine.
Les autorités chiliennes sont de plus accusées par des ONG, notamment le mouvement féministe Ni Una Menos, d'être impliquées dans deux morts suspectes. La première, celle de l'artiste de rue « La Mimo », de son vrai nom Daniela Carrasco, une figure emblématique des manifestations, vue vivante pour la dernière fois le 19 octobre 2019 lors de son arrestation par des militaires, et retrouvée pendue le lendemain, son corps portant des traces de coups et de viols. La deuxième, celle de la journaliste Albertina Martinez Burgos, dont le dernier signe de vie est la publication sur Facebook, le 19 novembre, de photos d'affrontements entre des manifestants et des policiers, retrouvée poignardée à mort chez elle le 21 novembre, son appareil photo et son ordinateur manquant, qui aurait été tuée car elle avait documenté les violences contre les femmes reporters selon Ni Una Menos, bien qu'elle ne couvrait pas directement les manifestations.
Le 26 novembre, le directeur pour les Amériques de Human Rights Watch, Jose Miguel Vivanco, a affirmé avoir reçu des centaines de plaintes concernant « un usage excessif de la force dans les rues et des abus contre des détenus ». Selon Amnesty International, « les carabiniers ont violé de manière généralisée les droits des manifestants ».
Le 13 décembre, la délégation de l'ONU remet un rapport dans lequel elle conclut que les forces de sécurité se sont rendues coupables de graves violations. Le rapport documente notamment 350 cas de blessures aux yeux, 113 cas de torture et de passages à tabac et 24 cas de viols ou de violences sexuelles.

## Poursuites judiciaires
La justice chilienne annonce le 6 novembre 2019 l'ouverture d'enquête contre 14 policiers accusés de tortures contre deux personnes, dont un mineur,.
Entre le 18 octobre et le 15 novembre 2019, 17 434 personnes ont été poursuivies en justice pour des délits commis durant les manifestations.
En mai 2021, plus de 2 000 personnes (dont 200 en détention provisoire) sont en attente de leur jugement, parfois depuis plus d’un an. L'opposition les considère comme des prisonniers politiques et demande une loi d’amnistie. En août 2021, près de deux ans après le début des manifestations, plus d’un millier de jeunes chiliens sont encore en prison préventive ou condamnés de manière suspecte.

## Conséquences

### Politique intérieure

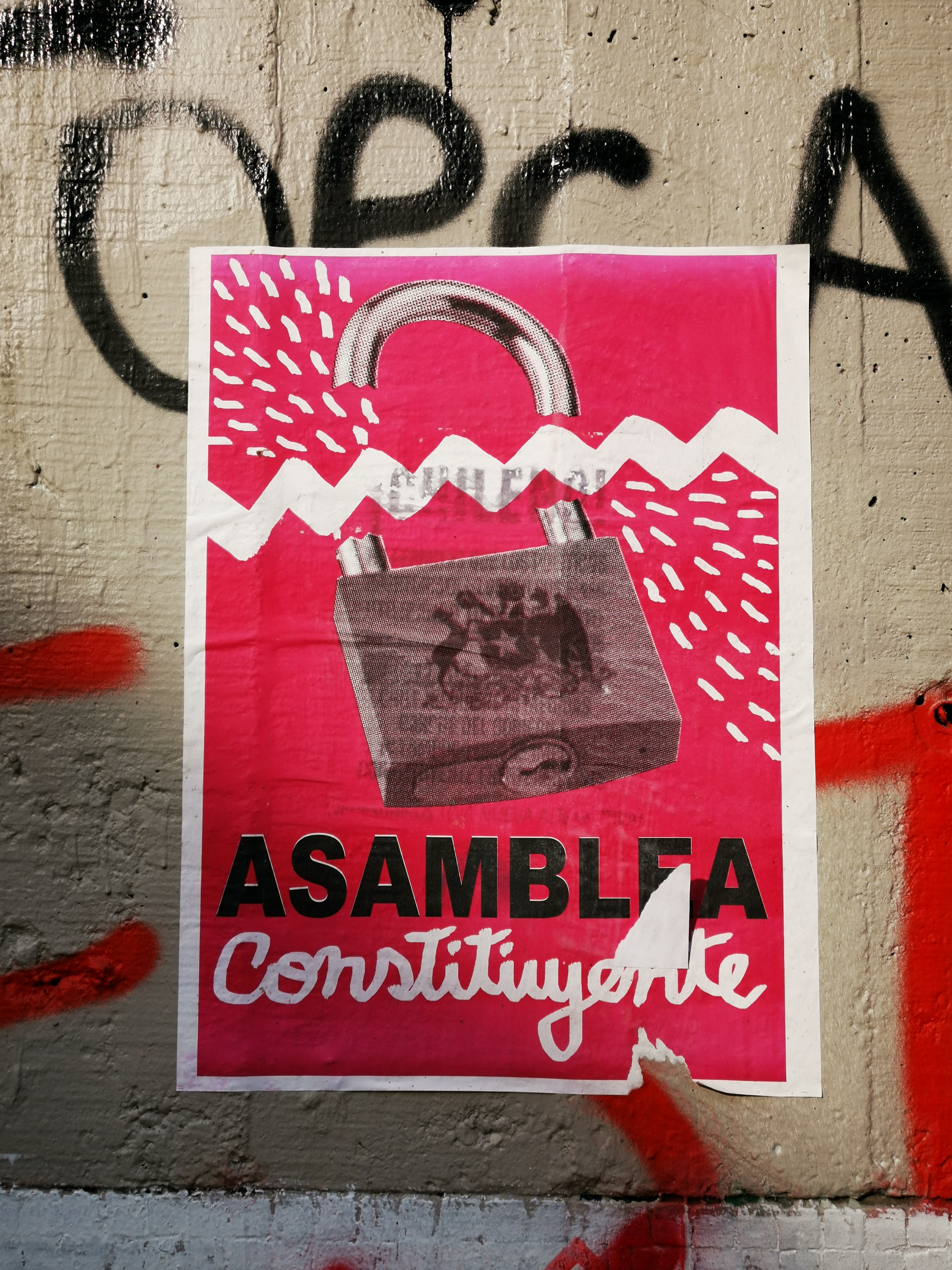
Affiche en faveur de la création d'une assemblée constituante.

L'état d'urgence est déclaré le 19 octobre, et levé le 28 octobre. Le même jour, un tiers du gouvernement est remanié.
Le 10 novembre, le président Piñera annonce au quotidien El Mercurio qu'il prépare un projet de modification de la Constitution, ce qui est l'une des principales revendications des manifestants. Parmi les modifications envisagées figurent « une meilleure définition des droits de la personne et les modalités pour faire respecter » ces droits. Les amendements prévus précisent également « les obligations de l’État » et établissent « de meilleurs mécanismes de participation ». Il annonce également que sera examiné un autre projet de modification de la Constitution, soumis par la précédente présidente Michelle Bachelet (depuis devenue Haute-Commissaire des Nations unies aux droits de l'homme) qui prévoyait l’inviolabilité des droits de l’homme, le droit à la santé et à l’éducation, et l’égalité salariale entre hommes et femmes. Des référendums locaux sur la modification de la Constitution seront organisés début décembre dans la très grande majorité des communes du pays.
Le 13 novembre, Piñera rappelle des policiers retraités pour appuyer les forces de l'ordre.
Le 2 décembre, le gouvernement chilien annonce un plan de soutien à l'économie de l'équivalent de 5.5 milliards de dollars américains pour 2020. Dans le détail : une augmentation des dépenses publiques d'environ 3 milliards de dollars (c'est-à-dire une augmentation de 9.8% par rapport à 2019), une aide financière de 1,9 milliard de dollars aux petites et moyennes entreprises et 525 millions de dollars de mesures diverses, comme la reconstruction du métro de Santiago. Selon le Ministre des Finances, Ignacio Briones, ce plan devrait permettre de créer 100.000 emplois supplémentaires. L'une des mesures est le reversement d'une prime exceptionnelle de 60 dollars à 1,3 million des familles les plus vulnérables. Ces mesures ne calment pas de nombreux manifestants, car ceux-ci ne veulent pas d'une aide sous la forme d'allocation, et demandent à la place des réformes sociales de grande ampleur, et notamment une amélioration des systèmes de santé et d'éducation publique, et une réforme du système des retraites, ce qui ne fait pas partie des promesses du gouvernement.

### Évènements politiques et sportifs internationaux
Plusieurs événements diplomatiques et sportifs sont annulés en raison de l'agitation. Le 30 octobre, le président Piñera annonce que le Chili n'accueillera pas la COP 25, transférée à Madrid, en Espagne, ni le sommet de la Coopération économique pour l'Asie-Pacifique, qui étaient prévus à Santiago,. Le 5 novembre, le lieu prévu de la finale de la Copa Libertadores est transféré à Lima, au Pérou.

### Économie
Le peso chilien atteint son plus bas historique le 28 novembre 2019, avec un taux de change de 828,36 pesos chiliens pour 1 dollar américain. Le précédent record, du 10 octobre 2002, était de 761 pesos chiliens pour 1 dollar américain. Le jour-même, la Banque centrale du Chili annonce l'injection de 4 milliards de dollars pour enrayer la baisse du peso. Malgré cette annonce, le peso finit sa journée au plus bas historique avant de remonter les jours suivants. Le 27 novembre, le peso plonge à nouveau, avec un taux de change de 812 pesos chiliens contre 1 dollar américain. En réaction, la Banque centrale annonce le lendemain qu'elle va injecter 20 milliards de dollars dans l'économie chilienne, répartis du 2 décembre 2019 jusqu'au 29 mai 2020. La deuxième baisse du peso est due à la baisse du cours du cuivre chilien, elle-même provoquée par la guerre commerciale entre les États-Unis et la Chine mais surtout à plus de 90% par les manifestations.
En octobre 2019, les exportations du Chili baissent de 20,67%, ce qui représente une perte de 5,2 milliards de dollars (la plus grosse baisse des exportations chiliennes depuis la Crise des subprimes), et les importations de 19,82%, c'est-à-dire une perte de 5,5 milliards de dollars. La grève générale en novembre est très suivie dans les ports : 25 des 27 ports ne travaillent pas entre le 13 et le 15 novembre, 60% du trafic maritime privé et 90% du trafic maritime public sont paralysés. Or, 85% du PIB du Chili est lié à ses exportations portuaires.
Le 3 décembre, la Banque centrale annonce un repli de 3,4 % de l'activité économique du pays, la pire performance depuis celle enregistrée en 2009 (-3,5 %) durant la crise économique mondiale. Les estimations de croissance du PIB pour 2019 sont revues à la baisse de 2,5 % à 1,4 %, et celles pour 2020 s'établissent entre 1 % et 1,5 %.

## Réactions

### Gouvernement
Dans un premier temps, le président chilien Sebastián Piñera adopte une attitude de fermeté en déclarant le 19 octobre 2019 l'état d'urgence et le couvre-feu, et en faisant déployer l'armée à Santiago et dans les principales villes du pays. Le lendemain, 20 octobre, il déclare : « Nous sommes en guerre contre un ennemi puissant, qui est prêt à faire usage de la violence sans aucune limite ». Le 22 octobre, le président chilien s'exprime à nouveau pour tenter de résoudre la crise. Après avoir déjà renoncé à l'augmentation des tarifs des transports en commun à Santiago, il annonce une augmentation du minimum retraite ainsi qu'un gel des tarifs de l'électricité. Le président déclare aussi : « Je reconnais ce manque de vision et je demande pardon à mes compatriotes ». Le 26 octobre, il annonce la levée de l'état d'urgence et un remaniement d'ampleur du gouvernement.
Le 5 novembre, alors qu'il voit sa cote de popularité tomber au plus bas pour un président depuis le retour de la démocratie, Piñera exclut toute démission, déclarant que le vote de ses électeurs doit être respecté.
Sebastián Piñera déclare en décembre 2020 son intention d’opposer un veto à la proposition de loi qui prévoit la grâce des personnes incarcérées pour leur participation au soulèvement populaire si elle était votée.

### Institut national des droits de l'homme
L'Institut national des droits de l'homme dénonce l'augmentation des actes de tortures, des détentions illégales et des abus sexuels commis par des militaires et des policiers chiliens.

### Communauté internationale
- Allemagne : le 19 octobre 2019, une centaine de citoyens chiliens manifestent à Berlin pour soutenir les manifestations au Chili[88]
- France : le 28 octobre 2019, des universitaires et chercheurs latino-américanistes de France publient une déclaration commune sur Mediapart  dans laquelle ils expriment leur « plus profonde inquiétude face à la situation dramatique des droits humains au Chili », où ils rejettent « la vague de répression en cours », et où ils expriment leur « solidarité avec le peuple chilien, en particulier avec les étudiant.e.s et les jeunes, victimes de la répression » [62].

## Suites
Devant l'ampleur du mouvement de contestation populaire, les dirigeants de la majorité des partis chiliens signent l'« Accord pour la paix sociale et la nouvelle constitution » le 15 novembre 2019. Celui-ci prévoit l'amendement de plusieurs articles du chapitre XV de la constitution permettant la mise en œuvre d'une rédaction d'un nouveau texte fondamental, une procédure que celle-ci ne permettait auparavant pas. L'amendement est voté le 19 décembre suivant à la Chambre des députés par 127 voix pour, 18 contre et 5 abstentions, puis le lendemain au Sénat par 38 voix pour et 3 contre. Ayant largement franchi le quorum exigé de deux tiers des voix dans chaque chambre, l'amendement est transmis au président Sebastián Piñera, qui le signe le 23 décembre avant de convoquer la mise à référendum par décret quatre jours plus tard
Lors du Référendum chilien organisé le 25 octobre 2020, les électeurs sont amenés à se prononcer sur un changement de constitution ainsi que sur la nature de l'organe à laquelle ils souhaitent confier le pouvoir constituant chargé de sa rédaction : une assemblée constituante entièrement élue ou bien composée pour moitié d'élus et pour l'autre moitié de parlementaires.
Le scrutin, qui se tient six mois après la date initialement prévue en raison de la pandémie de Covid-19, voit la proposition de rédaction d'une nouvelle constitution approuvée à une large majorité de près de 79 % des suffrages. L'option d'une assemblée constituante intégralement élue est quant à elle choisie à une majorité similaire, et devrait être mise en œuvre lors d'élections constituantes organisées le 11 avril 2021.

## Dans la culture
Les manifestations chiliennes de 2019 sont dépeintes par La Mirona dans l'album El Oasis de Latinoamérica publié en 2021. Le titre de l'ouvrage, littéralement L'Oasis d'Amérique latine, est une allusion à des déclarations du président Sebastián Piñera  le 8 octobre 2019, à peine quelques jours avant le début des manifestations : « En medio de esta América Latina convulsionada veamos a Chile, nuestro país es un verdadero oasis con una democracia estable » (« Au milieu de cette l'Amérique Latine en convulsions, voyons le Chili, notre pays est une véritable oasis avec une démocratie stable »).